# Diecéze Apucarana
Diecéze apucaranská je římskokatolická diecéze nacházející se v Brazílii.

## Území
Zahrnuje území 36 měst brazilského státu Paraná; Apucarana, Ângulo, Arapongas, Arapuã, Ariranha do Ivaí, Astorga, Borrazópolis, Cafeara, Califórnia, Cambira, Colorado, Cruzmaltina, Faxinal, Flórida, Godoy Moreira, Grandes Rios, Guaraci, Iguaraçu, Itaguajé, Ivaiporã, Jardim Alegre, Lidianópolis, Lobato, Lunardelli, Marilândia do Sul, Mauá da Serra, Munhoz de Melo, Nossa Senhora das Graças, Novo Itacolomi, Pitangueiras, Rio Bom, Sabáudia, Santa Fé, Santa Inês, Santo Inácio e São João do Ivaí.
Biskupským sídlem je město Apucarana, kde se nachází hlavní chrám diecéze, katedrála Panny Marie Lurdské.

## Historie
Diecéze byla zřízena 28. listopadu 1964 bulou Munus apostolicum papeže Pavla VI. z části území diecéze Campo Mourão a Londrina.

## Seznam biskupů
- Romeu Alberti (1965–1982)
- Domingos Gabriel Wisniewski, C.M. (1983–2005)
- Luiz Vicente Bernetti, O.A.D. (2005–2009)
- Celso Antônio Marchiori (2009–2017)
- Carlos José de Oliveira (od 2018)